# П'єтра-де-Джорджі
П'єтра-де-Джорджі (італ. Pietra de' Giorgi) — муніципалітет в Італії, у регіоні Ломбардія, провінція Павія.
П'єтра-де-Джорджі розташовані на відстані близько 440 км на північний захід від Рима, 45 км на південь від Мілана, 16 км на південний схід від Павії.
Населення — 878 осіб (2014).
Щорічний фестиваль відбувається 17 січня. Покровителі — святий Антоній Великий.

## Демографія
Населення за роками:

Станом на 1 січня 2023 року в муніципалітеті офіційно проживало 86 іноземців з 14 країн, серед них 64 громадяни країн Євросоюзу та 4 громадяни України.

## Сусідні муніципалітети
- Броні
- Кастана
- Чигоньйола
- Ліріо
- Монтальто-Павезе
- Морніко-Лозана
- Редавалле
- Санта-Джулетта
- Санта-Марія-делла-Верса